# Obrona przed roślinożercami

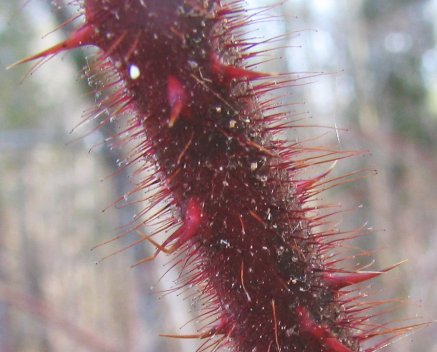
Ciernie na młodej łodydze maliny zapewniają mechaniczną obronę przed roślinożercami.

Obrona przed roślinożercami – zespół mechanizmów w postaci przystosowań morfologicznych oraz fizjologicznych roślin, mających na celu przeciwdziałanie lub zniwelowanie skutków ataku organizmów roślinożernych. Mechanizmy te mogą mieć charakter bezpośredniego oddziaływania między rośliną a żywiącym się nią organizmem lub charakter pośredni polegający na współpracy z naturalnymi wrogami roślinożerców. Powstanie mechanizmów obronnych w wyniku ewolucji miało miejsce po pojawieniu się owadów, które wykorzystywały rośliny jako źródło pokarmu. Koewolucja roślin i owadów zachodzi od permu, jednak gwałtowny wzrost wzajemnych adaptacji obejmuje okres kredy, kiedy to pojawiły się rośliny okrytonasienne. 

## Ochrona bezpośrednia
Obronę mechaniczną (fizyczną), bezpośrednią zapewniają struktury wytwarzane przez wiele gatunków roślin takie jak włoski, trichomy, ciernie, kolce i zgrubiałe liście. Zniechęca roślinożerców także silne owłosienie. Przed żerowaniem ślimaków bronią rośliny rafidy – igiełkowate kryształy szczawianu wapnia. Niektóre gatunki unikają w końcu zgryzania ściśle przylegając do podłoża. 
Mechanizmy fizjologiczne (chemiczne) polegają głównie na syntezie metabolitów wtórnych oraz białek toksycznych lub odstraszających. Terpenoidy, alkaloidy, antocyjany, związki fenolowe oraz chinony mogą powodować śmierć zwierząt, negatywnie wpływać na ich rozwój, odstraszać lub zaburzać metabolizm. Mimo początkowych wątpliwości, czy metabolity wtórne są produktem wytwarzanym specjalnie w celu obrony przed roślinożercami, czy są tylko wykorzystywanym tak produktem ubocznym metabolizmu, przeważa ten pierwszy pogląd.
Chemiczna obrona może mieć charakter konstytutywny (związki szkodliwe dla roślinożerców wytwarzane są przez roślinę przez cały czas) lub być indukowana przez atak. W drugim przypadku szkodliwe związki chemiczne wytwarzane są w efekcie uszkodzenia rośliny. Za indukcje reakcji obronnej roślin mogą odpowiadać elicytory obecne już w jajach składanych przez owady.

## Obrona pośrednia
W przypadku obrony przed żywiącymi się roślinami owadami, organizmy żywicielskie wytwarzają substancje chemiczne przywabiające drapieżniki zjadające roślinożerców. Pośrednia ochrona przed żywiącymi się roślinami owadami jest coraz częściej badana. Ma to związek z poszukiwaniem przyjaznych dla środowiska metod ochrony roślin wykorzystywanych w rolnictwie.
Wiele roślin skutecznie broni się przed owadami roślinożernymi poprzez współpracę z organizmami drapieżnymi lub pasożytniczymi, pełniącymi rolę agentów chroniących przez roślinożercami. Rośliny wabią mutualistów za pomocą lotnych związków organicznych albo wydzielanie nektaru. Lotne związki organiczne służą do wabienia głównie drapieżnych roztoczy i pasożytniczych os. Wydzielany nektar przyciąga przede wszystkim mrówki. Wytworzenie substancji wabiących następuje w efekcie działania hormonu roślinnego, kwasu jasmonowego w reakcji na uszkodzenia powstające podczas żerowania owadów roślinożernych. Wykazano znaczący udział obrony z udziałem mrówek roślin trawiastych ekosystemów Brazylii. Mrówki zapewniają skuteczną obronę przed gąsienicami. Motyle unikają składania jaj na roślinach bronionych przez mrówki.

## Mimikra jako mechanizm obronny
Motyle składające jaja na roślinie unikają roślin, na których już znajdują się jaja złożone przez inną samicę. W wyniku ewolucji niektóre z roślin wykształciły struktury przypominające jaja motyli. W ten sposób motyle z rodzaju Heliconius zniechęcane są przez rośliny z rodzaju Passiflora.
Także podobieństwo jasnoty białej do parzącej pokrzywy zwyczajnej oraz przedstawicieli rodzaju litops do kamieni opisywane jest jako przykład mimetyzmu chroniącego przed roślinożercami.